# Campeonato de España de Atletismo en pista cubierta de 2018
El LIV Campeonato de España de Atletismo en Pista Cubierta se disputó los días 17 y 18 de febrero de 2018 en la pista del Palacio Velódromo "Luis Puig" de Valencia.
Junto a las pruebas individuales, se celebraron los campeonatos de pruebas combinadas (Hepthalon y Pentahlon).

## Resultados

### Hombres
| Evento              |                                                                                       |                                                                               |                                                                                      |
| ------------------- | ------------------------------------------------------------------------------------- | ----------------------------------------------------------------------------- | ------------------------------------------------------------------------------------ |
| 60 m                | Arian Olmos Téllez Playas de Castellón 6"73                                           | Sergio López At. Alcantarilla 6"75                                            | Ángel David Rodríguez F.C. Barcelona 6"76                                            |
| 200 m               | Óscar Husillos F.C. Barcelona 20"69 (20"68 RN en semifinal)                           | Daniel Rodríguez Playas de Castellón 21"09                                    | Pol Retamal F.C. Barcelona 21"23                                                     |
| 400 m               | Lucas Búa F.C. Barcelona 46"59                                                        | Samuel García Playas de Castellón 46"83                                       | Manuel Guijarro Fent Camí Mislata 46"97                                              |
| 800 m               | Álvaro de Arriba F.C. Barcelona 1'50"19                                               | Saúl Ordóñez New Balance Team 1'50"46 (1'47"17 en semifinal)                  | Daniel Andújar Playas de Castellón 1'50"49                                           |
| 1500 m              | Adel Mechaal New Balance Team 3'43"10                                                 | Marc Alcalá F.C. Barcelona 3'43"87                                            | Jesús Gómez C.D. Nike Running 3'44"24                                                |
| 3000 m              | Adel Mechaal New Balance Team 8'19"87                                                 | Sergio Jiménez A.D. Marathon 8'20"95                                          | Gonzalo García Cueva de Nerja UMA 8'21"01                                            |
| 60 m vallas         | Yidiel Contreras Playas de Castellón 7"76 (7"71 en semifinal)                         | Luis Salort Correr el Garbí 7"86 (7"84 en semifinal)                          | Javier Dones Real Sociedad 7'89"                                                     |
| Salto de altura     | Simón Siverio Tenerife Caja Canarias 2,18 m                                           | Marc Sánchez C.A. Igualada 2,16 m                                             | Carlos Rojas Unicaja Atletismo 2,16 m                                                |
| Salto con pértiga   | Pau Tonnesen Playas de Castellón 5,45 m                                               | Aleix Pi A.A. Catalunya 5,22 m                                                | Istar Dapena Real Sociedad 5,22 m                                                    |
| Salto de longitud   | Eusebio Cáceres Independiente 7,97 m                                                  | Héctor Santos F.C. Barcelona 7,71 m                                           | Fernando Ramos Playas de Castellón 7,70 m                                            |
| Triple salto        | Vicente Docavo Playas de Castellón 16,44 m                                            | Pablo Torrijos Playas de Castellón 16,37 m                                    | José Emilio Bellido Playas de Castellón 16,23 m                                      |
| Lanzamiento de peso | Borja Vivas At. Málaga 20,27 m                                                        | Carlos Tobalina F.C. Barcelona 19,67 m                                        | Alejandro Noguera Playas de Castellón 18,60 m                                        |
| Heptatlón           | Jonay Jordán Tenerife Caja Canarias 5709 pts (7"04/7,08/15,49/1,94/8"02/4,50/2'56"15) | Mario Arancón At. Numantino 5594 pts (6"98/7,04/12,24/1,91/8"08/4,60/2'48"07) | Pablo Trescoli Playas de Castellón 5517 pts (7"25/7,04/12,78/1,91/8"20/4,60/2'46"86) |

### Mujeres
| Evento              |                                                                                  |                                                                              |                                                                         |
| ------------------- | -------------------------------------------------------------------------------- | ---------------------------------------------------------------------------- | ----------------------------------------------------------------------- |
| 60 m                | Cristina Lara F.C. Barcelona 7"36                                                | Estela García C.D. Nike Running 7"47 (7"46 en semifinal)                     | Carmen Marco Valencia Esports 7"49                                      |
| 200 m               | Estela García C.D. Nike Running 23"76                                            | Jaël Bestué F.C. Barcelona 23"84                                             | Paula Sevilla Playas de Castellón 23"86                                 |
| 400 m               | Laura Bueno Valencia Esports 53"10                                               | Aauri Lorena Bokesa C.D. Nike Running 53"78                                  | Herminia Parra Playas de Castellón 54"31                                |
| 800 m               | Esther Guerrero New Balance Team 2'03"45                                         | Natalia Romero Unicaja Atletismo 2'07"49                                     | Rosalía Tárraga J.A. Elche 2'07"92                                      |
| 1500 m              | Marta Pérez Valencia Esports 4'20"83                                             | Solange Pereira Valencia Esports 4'22"10                                     | Carla Masip C.E. Vinaros 4'29"27 (4'27"49 en semifinal)                 |
| 3000 m              | Maitane Melero Grupompleo Pamplona 9'08"43                                       | Beatriz Álvarez Universidad Estadio Gijón 9'10"35                            | Irene Sánchez-Escribano Playas de Castellón 9'13"80                     |
| 60 m vallas         | Caridad Jerez F.C. Barcelona 8"35                                                | Teresa Errandonea Super Amara BAT 8"42                                       | María Múgica Valencia Esports 8"43                                      |
| Salto de altura     | Saleta Fernández Valencia Esports 1,82 m                                         | Raquel Álvarez At. Numantino 1,78 m                                          | Izaskun Turrillas Grupompleo Pamplona 1,75 m                            |
| Salto con pértiga   | Malen Ruiz de Azúa Super Amara BAT 4,31 m Mónica Clemente Avinent Manresa 4,31 m |                                                                              | Carla Franch F.C. Barcelona 4,16 m                                      |
| Salto de longitud   | Fátima Diame Valencia Esports 6,44 m                                             | Cora Salas C.A. Igualada 6,20 m                                              | Concha Montaner Playas de Castellón 6,20 m                              |
| Triple salto        | Ana Peleteiro C.A. Adidas 14,22 m                                                | Patricia Sarrapio Playas de Castellón 13,94 m                                | Andrea Calleja F.C. Barcelona 12,92 m                                   |
| Lanzamiento de peso | Úrsula Ruiz Valencia Esports 16,62 m                                             | Belén Toimil Playas de Castellón 15,83 m                                     | Elena Gutiérrez F.C. Barcelona 14,70 m                                  |
| Pentatlón           | Carmen Ramos Playas de Castellón 4178 pts (8"68/1,73/11,58/5,94/2'18"46)         | Bárbara Hernando Playas de Castellón 4029 pts (8"75/1,70/12,26/5,55/2'20"42) | Carmen Romero Simply Scorpio 71 3948 pts (8"88/1,70/11,40/5,45/2'18"00) |